# Вестник Московского университета
«Ве́стник Моско́вского университе́та» (Вестник МГУ) — научный журнал Московского государственного университета, публикующий результаты важнейших научных исследований, проводимых в университете. Разбит на 29 тематических серий, выпускающихся самостоятельно с собственными ISSN, каждая серия выходит 4—6 раз в год.

## История
15 марта 1946 года утверждён состав редакционной коллегии будущего научного журнала, а 25 ноября 1946 года был подписан в печать первый номер. До 1949 года журнал выходил одним единым выпуском, а с 1949 года выделены две серии: общественные науки и физико-математические науки. С 1956 года (когда серий стало четыре) постепенно выделяются новые серии, к 1970 году серий было 14,
по состоянию на 2012 год количество серий составляет 29.

## Серии
Серии журнала по состоянию на 2012 год:
1. Математика и механика
2. Химия
3. Физика, астрономия
4. Геология
5. География
6. Экономика
7. Философия
8. История
9. Филология
10. Журналистика
11. Право
12. Политические науки
13. Востоковедение
14. Психология
15. Вычислительная математика и кибернетика
16. Биология
17. Почвоведение
18. Социология и политология
19. Лингвистика и межкультурная коммуникация
20. Педагогическое образование
21. Управление (государство и общество)
22. Теория перевода
23. Антропология
24. Международные отношения и мировая политика
25. Менеджмент
26. Государственный аудит
27. Глобалистика и геополитика

Две ненумерованных серии — «Бюллетень МОИП. Биологический отдел» и «Бюллетень МОИП. Зоологический отдел».
Каждая серия имеет свою редколлегию, научный рубрикатор и адрес редакции. Периодичность серий 1-12, 23-27, бюллетеней МОИП — 6 номеров в год, серий 13-22 — 4 номера в год. Серии 1-25 включены в перечень ВАК. Серии «Математика и механика», «Вычислительная математика и кибернетика», «Биология», «Почвоведение», «Химия», «Физика», «Геология», «География», «Экономика», «Философия» входят в базу «Russian Science Citation Index» на платформе Web of Science.
Серии «Математика и механика», «Химия», «Физика, астрономия», «Геология», «Вычислительная математика и кибернетика», «Биология» и «Почвоведение» переводятся на английский язык и публикуются американским издательством Allerton Press.

## Серия 1. Математика и механика
Выпускается с 1960 года, ISSN 0579-9368. Главный редактор — Владимир Чубариков, заместители — Анатолий Фоменко и Владимир Александров, редколлегия расположена на мехмате в главном здании МГУ.
Английский перевод от Allerton press выходит в виде двух раздельных предметных изданий — Moscow University Mechanics Bulletin и Moscow University Mathematics Bulletin. Обе переводные версии включены в систему цитирования Scopus.

## Серия 3. Физика, астрономия
Выходит с 1960 года, ISSN 0579-9392. Главный редактор — Владимир Трухин, заместитель главного редактора Виктор Задков, редакция расположена на физическом факультете (Ленинские горы, дом 1, строение 2).

## Серия 5. География
Выпускается с 1946 года, ISSN 0579-9414. Главный редактор — чл.-корр. РАН С. А. Добролюбов. Журнал публикует статьи по физической и общественной географии, теории и методологии географической науки. Включен в системы цитирования Scopus, РИНЦ, RSCI.

## Серия 6. Экономика
Выпускается с 1946 года. Главный редактор — Александр Аузан, редакция расположена на экономическом факультете (Ленинские горы, дом 1, строение 46).

## Серия 8. История
Выходит с 1946 года, в виде отдельной серии издаётся с 1960 года. Ответственными (главными) редакторами были д.и.н. И. С. Галкин (1946—1956), член-корр. АН СССР А. В. Арциховский (1956—1978), акад. Ю. С. Кукушкин (1978—2015) и д.иск. И. И. Тучков (2016—2018).
Редакционная коллегия: д.и.н. Л. С. Белоусов (главный редактор), д.и.н. Д. А. Андреев (зам. главного редактора), к.и.н. Ю. А. Борисёнок (зам. главного редактора), д.и.н. Н. С. Борисов, д.и.н. В. А. Бородаев (отв. секретарь), член-корр. РАН Л. И. Бородкин, д.иск. С. С. Ванеян, д.и.н. А. Г. Голиков (зам. главного редактора), д.и.н. С. В. Девятов, д.и.н. О. Е. Казьмина, д.и.н. А. Р. Канторович, д.иск. А. А. Карев, акад. С. П. Карпов, д.и.н. Н. В. Козлова, д.и.н. Л. В. Кошман, Н. В. Литвина, д.и.н. Г. Ф. Матвеев, член-корр. РАН С. В. Мироненко, к.э.н. С. В. Орлов, д.и.н. К. В. Никифоров, акад. Е. И. Пивовар, д.и.н. А. В. Подосинов, д.фил.н. О. В. Раевская, к.и.н. Ю. Н. Рогулёв, д.и.н. С. Ю. Сапрыкин, член-корр. РАН Вл. В. Седов, д.э.н. В. В. Симонов, к.и.н. О. В. Солопова, к.и.н. А. А. Талызина, д.и.н. Д. А. Функ.
В апреле 2014 года директор Наукометрического центра Высшей школы экономики Иван Стерлигов во время XV Апрельской международной научной конференции «Модернизация науки и общества» сообщил, что в ходе исследования, проведённого учёными НИУ ВШЭ путём экспертного опроса 56 историков (выбранных 11 историкам «высшего уровня») и последующего анализа 887 анкет по 66 историческим журналам было выяснено, что «Вестник Московского университета. Серия 8. История» наряду с «Вопросами истории» и «Вестником древней истории» вошёл в тройку самых известных журналов по истории в России. Импакт-фактор, по данным РИНЦ, — 0,115 (2018). ISSN 0130-0083.

## Серия 9. Филология
Изадется с 1946 года. До 1959 журнал входил в состав историко-филологической серии, позже — серии «Филология, журналистика», с 1965 — публикуется как отдельная серия «Вестника Московского университета»: до 1976 — под номером 10, с 1976 и по настоящее время — под номером 9. Выходит 6 раз в год; объем номера — 15 печтаных листов (240 страниц).
Главный редактор — М. Л. Ремнёва, президент филологического факультета МГУ. Адрес редакции: 119991, Москва, ГСП-1, Ленинские горы, д. 1, стр. 51, Московский государственный университет имени М.В. Ломоносова, филологический факультет, к. 902.

## Серия 16. Биология
Издается с 1977 года, ISSN 0137-0952. Главный редактор — Кирпичников Михаил Петрович, заместитель главного редактора — Хохлов Александр Николаевич. Редакция расположена на биологическом факультете МГУ (Ленинские горы, дом 1, строение 12).
Американская компания «Pleiades Publishing Group» публикует журнал на английском языке под названием «Moscow University Biological Sciences Bulletin».
В 2014 году биологическая серия «Вестника» выиграла конкурс по государственной поддержке программ развития и продвижения российских научных журналов в международное научно-информационное пространство. Конкурс был организован Министерством образования и науки РФ и проведён НП НЭИКОН. В конкурсе принимали участие 536 изданий, только 30 журналов стали победителями, среди них биологических всего два — «Вестник Московского университета. Серия 16. Биология» и «Биомедицинская химия».

## Серия 20. Педагогическое образование
Выходит с 2002 года, ISSN 2073-2635.
Главный редактор — , редакция расположена во 2-м учебном корпусе МГУ, комн. 5-А.

## Серия 23. Антропология
Основана в 2008 году и, начиная с 2009 года, выходит 4 раза в год. Включена в тематические рубрики: 03.61.00 Этнография и историческая антропология; 34.23.00 Генетика; 34.37.00 Антропология; 77.05.00 Медико-биологические основы физической культуры и спорта.
Адрес редколлегии: ул. Моховая, д. 11, НИИ и Музей антропологии МГУ, комн. 218.
Главный редактор — Бужилова Александра Петровна.

## Серия 27. Глобалистика и геополитика
Основана в 2011 году, выходит один раз в три месяца. ISSN 2414-4894.